# Boletina anderschi
Boletina anderschi är en tvåvingeart som först beskrevs av Hermann Friedrich Stannius 1831.  Boletina anderschi ingår i släktet Boletina och familjen svampmyggor. Inga underarter finns listade i Catalogue of Life.